# Destiny Chukunyere
Destiny Chukunyere (Birchircara, 29 agosto 2002) è una cantante maltese con origini nigeriane.
Ha rappresentato Malta al Junior Eurovision Song Contest 2015 svoltosi a Sofia in Bulgaria, dove ha vinto con la canzone Not My Soul. Avrebbe dovuto rappresentare nuovamente il paese all'Eurovision Song Contest 2020 con il brano All of My Love, ma in seguito alla cancellazione dell'evento a causa della pandemia di COVID-19 è stata riconfermata come rappresentante per l'edizione del 2021, dove ha cantato Je me casse.

## Biografia

### 2013-2014: Gli inizi
Nata nella città di Birchircara, suo padre è l'ex calciatore nigeriano Ndubisi Chukunyere, mentre sua madre è maltese.
Ha due fratelli più piccoli; una sorella di nome Melody e un fratello di nome Isaiah. Ha frequentato la scuola secondaria nella città di Ħamrun.
Prima della sua partecipazione al Junior Eurovision Song Contest, Chukunyere ha partecipato a vari concorsi canori tra cui il Festival Kanzunetta Indipendenza 2014 in cui si è piazzata terza con la canzone Festa t'Ilwien, e poi ha vinto l'Asterisks Music Festival ed il Sanremo Junior in Italia.

### 2015-2016: IlJunior Eurovision Song Conteste il successo nazionale
L'11 luglio 2015, Chukunyere ha vinto la selezione nazionale maltese, ottenendo il diritto di rappresentare l'isola di Malta al Junior Eurovision Song Contest 2015 a Sofia in Bulgaria. Il brano con cui rappresenterà il Paese Not My Soul, scritto da Muxu e composto da Elton Zarb, è stato presentato il 26 ottobre 2015.
La competizione si è tenuta il 21 novembre nella Arena Armeec, dove è stata proclamata vincitrice con 185 punti battendo il record precedentemente stabilito dalla spagnola María Isabel nel 2004.
Il 13 dicembre 2015, gli viene conferita la medaglia al valore Midalja għall-Qadi tar-Repubblika.

### 2017-presente:Britain's Got TalenteX Factor Malta
All'inizio del 2017, Chukunyere ha partecipato all'undicesima edizione di Britain's Got Talent. Alle audizioni ha cantato Think di Aretha Franklin, dove ha ottenuto l'approvazione di tutti i giudici ed i complimenti dal produttore discografico Simon Cowell e dal tenore Joseph Calleja. Successivamente ha partecipato alla seconda semifinale del programma, senza però accedere alla finale.
Verso fine 2019, Destiny ha partecipato alla seconda edizione di X Factor Malta. Dopo aver superato le audizioni è entrata a fare parte della categoria "ragazze" capitanata da Ira Losco. Dopo aver superato la fase degli Home Visit, ha avuto accesso alle fasi Live del programma, dove è arrivata fino in finale e viene proclamata vincitrice del programma. Tra i vari premi, viene anche designata come rappresentante dell'isola all'Eurovision Song Contest 2020, diventando la seconda vincitrice del Junior Eurovision Song Contest a partecipare alla manifestazione dopo le Tolmačëvy Sisters. Il suo brano, All of My Love, è stato presentato il 9 marzo 2020. Tuttavia, il 18 marzo 2020 l'evento è stato cancellato a causa della pandemia di COVID-19. Il successivo 16 maggio è stata riconfermata come rappresentante maltese per l'Eurovision Song Contest 2021. Il suo nuovo brano eurovisivo, Je me casse, è stato pubblicato a marzo 2021. Nel maggio successivo, dopo essersi qualificata dalla prima semifinale, Destiny si è esibita nella finale eurovisiva a Rotterdam, dove si è piazzata al 7º posto su 26 partecipanti con 255 punti totalizzati.

## Discografia

### Album
- 2023 – Forever Away

### Singoli
- 2014 – Festa t'Ilwien
- 2015 – Not My Soul
- 2016 – Embrace
- 2016 – Fast Life (Ladidadi)
- 2020 – All of My Love
- 2021 – Je me casse